# کلسیم لاکتات
کلسیم لاکتات (به انگلیسی: Calcium lactate) با فرمول شیمیایی C۶H۱۰CaO۶ یک ترکیب شیمیایی با شناسه پاب‌کم ۱۳۱۴۴ است. که جرم مولی آن ۲۱۸٫۲۲ g/mol می‌باشد. شکل ظاهری این ترکیب، پودر سفید است.